# Романов Микола Якович
Микола Якович Романов (рос. Никола́й Я́ковлевич Рома́нов; 16 лютого 1908, Москва — 10 вересня 1991, Москва) — радянський актор театру і кіно. У кіно грав невеликі епізодичні ролі. Радянському глядачеві Микола Романов відомий, головним чином, за роллю шефа контрабандистів в популярній комедії Леоніда Гайдая «Діамантова рука».

## Біографія
Микола Романов почав акторську кар'єру ще в німому кіно. У 1929 році він закінчив кінокурси імені Б. В. Чайковського і з 1929 по 1932 рік працював актором на кіностудії «Межрабпомфільм».
Встигнувши знятися в семи картинах, Микола Романов 8 квітня 1932 року був заарештований. Актора засудили на п'ять років і направили в табір на Біломорканалі, проте вже в червні 1935 року він був достроково звільнений.
Романов пішов працювати в Куйбишевський драмтеатр, оскільки повертатися в Москву йому було заборонено. У тому ж 1935 році Микола Якович одружився з актрисою того ж театру Ольгою Дмитрівною Петровою і в 1939 році у них народився син.
Микола Романов пропрацював в Куйбишевському театрі до 1937 року, після чого грав в Тульському ТЮГ (1937—1938), Острогожевском драмтеатрі (1938), Петропавлівському російською драматичному театрі (1938—1939), Марійському театрі (1939—1940), Куйбишевському ТЮГ (1940—1941), драмтеатрі міста Бариш (1941), Сизранському міському театрі (1942), Сталінградському обласному драматичному театрі (1942—1943), Камишинському драмтеатрі (1943—1945), Бердичівському обласному драматичному театрі (1945—1947), Гродненському обласному драматичному театрі (1947—1949), Архангельському великому драматичному театрі (1949 1950), драматичному театрі міста Кимри (1950—1957).
У 1958 році сім'я Романових переїхала в Москву, а в 1961-му, після реабілітації, Микола Якович був прийнятий на Кіностудію імені Горького, де працював до 1972 року.

## Фільмографія
- 1927 — «Двоє друзів, модель і подруга» — комсомолець
- 1927 — «Москва в Жовтні» — гімназист
- 1931 — «Путівка в життя» — безпритульний
- 1933 — «Дезертир» — Генріх
- 1971 — «Надбання республіки» — продавець зброї
- 1973 — «Береги» — бухгалтер
- 1974 — «Іван та Марія» — дзвонар

| Актор | Це незавершена стаття про актора. Ви можете допомогти проєкту, виправивши або дописавши її. |